# Битва при Сан-Антоніо
Битва при Сан-Антоніо — фінальна сутичка Сальвадорської кампанії ліберального генерала Франсіско Морасана. Настигнуті численнішими силами федеральна армія на чолі з Антоніо Айчіненою була змушена капітулювати.

## Фон
Після конфлікту між президентом центральноамериканської федерації Мануелом Арсе і ліберальною партією, перший відправив федеральну армію в Гондурас і Сальвадору, де правили ліберальні президента. В Сальвадорі ліберальні війська було обложені в Сан-Сальвадорі протягом року, тоді як в Гондурасі генерал Морасан зміг зібрати армію, яка отримала назву об'єднана армія охорони закону, і розбити федеральну армію в битві при Ла Тринідаді, звільнивши територію Гондурасу. Після цього за проханням сальвадорських лібералів вторгається в Сальвадор. 6 і 10 липня Морасан двічі розбив федеральну армію, після чого генерал Арсу який командував федеральною армією в Сальвадорі, сам вирушив на зустріч з армією Морасана. 20 вересня 1828 року генерал Арсу був біля річки Лемпа з 500 солдатами в пошуках Франсіско Моразана, коли він дізнався, що його війська капітулювали в Сан-Сальвадорі. Бригадир Мануель Арсу, побачивши, що він не може перемогти війська Франсіско Морасана, вдаючи хворобу, повернувся до Гватемали, залишивши свої війська під командуванням полковника Маріано Айчінени.

## Битва
Антоніо Айчінена очолив федеральні війська, які вступили в зіткнення з військами Морасана на фазенді в Сан-Антоніо. 9 жовтня 1828 року полковник Маріано Айсінена та його війська йшли до території Гондурасу, коли їх перехопили люди Моразана в Сан-Антоніо. Того ж дня війська Антоніо Айчінени зазнали поразки, а війська Моразана взяли федеральних військ як військовополонених.
Федеральні війська були полоненими у військ Гондурасу, але після згоди бути військовополоненими обидві сторони досягли угоди шляхом капітуляції або капітуляції федеральних військ. З цієї причини їх звільнили, а також забезпечили грошима для повернення до Гватемали.
Під час повернення розгромленої федеральної армії до Гватемали вона грабувала міста на своєму шляху.
Уряд Сан-Сальвадору не схвалював капітуляції Сан-Антоніо, оскільки там не було начальників ув'язнених, тому він послав військо, щоб утримати сержанта, двох капітанів і деяких підлеглих.

## Пізніші події
Після битви при Сан-Антоніо Сальвадор був вільний від федеральних військ.
Генерал Морасан тріумфально увійшов на площу Сан-Сальвадор 23 жовтня. Через кілька днів він рушив до Ауачапану, готувати вторгнення в останній осередок консерваторів - Гватемалу. Антоніо Айчінена був скинутий і ув'язнений і пішов з політики.